# Ovidiu Cernăuțeanu
Ovidiu „Ovi“ Cernăuțeanu (Botoşani, 23 augustus 1976), ook bekend onder de namen Ovi Martin, Ovidiu Jacobsen en Bill Martin, is een Roemeens-Noorse zanger en componist. In 2010 en 2014 nam hij samen met de zangeres Paula Seling voor Roemenië deel aan het Eurovisiesongfestival.

## Biografie
Ovidiu Cernăuțeanu werd in het noordoosten van Roemenië geboren, en als kind was hij met muziek bezig. Op 14-jarige leeftijd won hij de Roemeense liedjeswedstrijd Florile Dragostei. Waarna hij ervaring opdeed in verschillende bands, o.a. samen met zijn vader en vroegere muziekleraar.
Begin jaren 90 probeerde Cernăuțeanu samen met een vriend illegaal Duitsland in te reizen. Met deze vriend had Cernăuțeanu een demoband opgenomen. Op 18-jarige leeftijd vertrok Cernăuțeanu samen met deze vriend, nadat ook in Roemenië de grenzen waren open gegaan naar Tokio waar hij een jaar zou verblijven. Een aanbod om in Noorwegen te komen werken bracht Cernăuțeanu weer terug naar Europa. Hij verkreeg bij zijn huwelijk de Noorse nationaliteit en nam de naam Ovidio Jacobsen aan. Net als Billy Joel verdiende hij onder de artiestennaam Bill Martin lange tijd als pianospeler in Noorse- en Deense bars zijn levensonderhoud.
Later presenteerde Cernăuțeanu in Groenland samen met de Deense muziekproducent Morten Stjernholm met Nanu Disco een Dance-Album. In 2006 nam hij onder de artiestennaam Ovi Martin deel aan de Noorse voorronde van het Eurovisiesongfestival in Athene, met het door Even Olsen geschreven Engelstalige nummer The Better Side of Me. Met dit lied haalde hij niet de voorronde, ten gunste van Christine Guldbrandsen die Noorwegen zou vertegenwoordigen met het lied Alvedansen.
Begin februari 2009 bracht Cernăuțeanu zijn eerste album This Gig Almost Got Me Killed uit. Enkele weken later nam hij voor de tweede maal deel aan de Noorse voorronde van het Eurovisiesongfestival, deze keer met het door Simone Larsen geschreven en gecomponeerde lied Seven Seconds. Deze keer bereikte hij wel de finale van de voorronde, maar moest genoegen nemen met een vierde plaats onder de latere winnaar van het Eurovisiesongfestival Alexander Rybak.
Na deze nieuwe nederlaag bij de Noorse voorronde van het ESF, keerde Cernăuțeanu terug naar zijn geboorteland Roemenië, waar hij in september 2009 deelnam aan het bekende muziekfestival Gouden Hert in Brașov. Daar bereikte hij een derde plaats en won hij de publieksprijs. In Brașov ontmoette Cernăuțeanu de Roemeense zangeres Paula Seling, die bij het festival plaats had in de jury van het festival en zelf ook al een aantal keren tevergeefs had deelgenomen aan de Roemeense voorronde van het Eurovisiesongfestival. Uit deze ontmoeting ontwikkelde zich een samenwerking die leidde tot de single Playing With Fire. Met dit door Cernăuțeanu geschreven en gecomponeerde Engelstalige piano- en zangnummer traden hij en Seling begin maart 2010 op als Ovi & Paula Seling tijdens de Roemeense voorronde voor het Eurovisiesongfestival, de Selecția Națională. Beide konden zowel de jury- alsmede de televoters voor zich winnen en versloegen de overige 15 kandidaten. Door deze overwinning vertegenwoordigden ze Roemenië op de tweede halve finale van het Eurovisiesongfestival 2010 op 27 mei 2010 in Oslo. Tijdens deze halve finale wisten ze een plek te veroveren op de finale twee dagen later, waarin ze derde zouden worden achter Lena uit Duitsland en de Turkse band maNga.
Na de overwinning van de Roemeense voorronde begonnen Seling en Cernăuțeanu eind maart 2010 een promotietour die beiden tot hun optreden op het Eurovisiesongfestival in Oslo onder meer naar Moldavië, België, Oostenrijk, Portugal en Griekenland bracht. Tegelijkertijd werd in de Roemeense regio Transsylvanië de videoclip van Playing With Fire opgenomen.
In 2014 kregen Paula Seling en Ovi opnieuw het idee om mee te doen aan het Eurovisiesongfestival en daarom schreven zij het nummer Miracle waarmee ze meededen aan de nationale finale in Roemenië, die ze vervolgens wonnen. Het duo reisde in mei 2014 af naar de Deense stad Kopenhagen, waar ze zich opnieuw kwalificeerden voor de finale op 10 mei. Daarin werden ze twaalfde.
Ovidiu Cernăuțeanu is vader van twee zoons.

## Discografie

### Albums
- This Gig Almost Got Me Killed (2009)

### Singles
| Single met hitnotering(en) in de Vlaamse Ultratop 50 | Datum van verschijnen | Datum van binnenkomst | Hoogste positie | Aantal weken | Opmerkingen                                             |
| ---------------------------------------------------- | --------------------- | --------------------- | --------------- | ------------ | ------------------------------------------------------- |
| Playing with fire                                    | 2010                  | 05-06-2010            | tip26           | -            | met Paula Seling / Inzending Eurovisiesongfestival 2010 |
| Miracle                                              | 2014                  | 17-05-2014            | tip73           | -            | met Paula Seling / Inzending Eurovisiesongfestival 2014 |